# Episodi di In Case of Emergency - Amici per la pelle
La prima ed unica stagione della serie televisiva In Case of Emergency - Amici per la pelle è stata trasmessa negli Stati Uniti dal 3 gennaio all'11 aprile 2007 su ABC.
In Italia la stagione è andata in onda dal 10 maggio 2007 su SKY Show.
| nº | Titolo originale                 | Titolo italiano | Prima TV USA     | Prima TV Italia |
| -- | -------------------------------- | --------------- | ---------------- | --------------- |
| 1  | Pilot                            |                 | 3 gennaio 2007   | 10 maggio 2007  |
| 2  | It's Got to Be the Morning After |                 | 10 gennaio 2007  |                 |
| 3  | Let Go, Let Golf                 |                 | 17 gennaio 2007  |                 |
| 4  | Stuck in Amber                   |                 | 24 gennaio 2007  |                 |
| 5  | Denial for a While               |                 | 31 gennaio 2007  |                 |
| 6  | Oh, Henry!                       |                 | 28 febbraio 2007 |                 |
| 7  | Forbidden Love                   |                 | 7 marzo 2007     |                 |
| 8  | Proof of Love                    |                 | 14 marzo 2007    |                 |
| 9  | Your Goose Is Cooked             |                 | 21 marzo 2007    |                 |
| 10 | The Good, the Bad and the Mob    |                 | 28 marzo 2007    |                 |
| 11 | Happy Endings                    |                 | 4 aprile 2007    |                 |
| 12 | Disorder in the Court            |                 | 11 aprile 2007   |                 |
| 13 | The Picture                      |                 | non trasmesso    |                 |